# Бібліотека Михайла Ломоносова

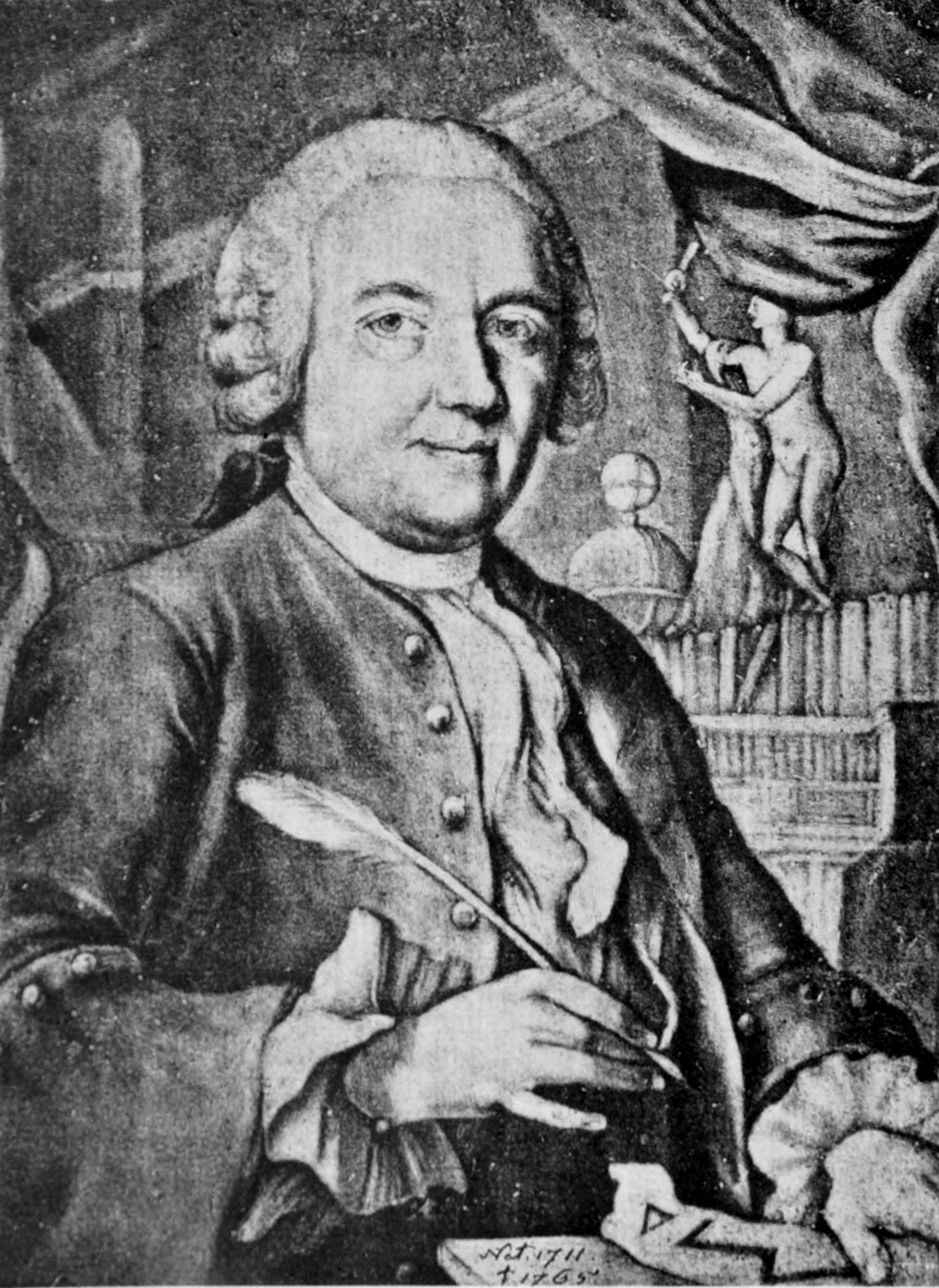
Михайло Ломоносов

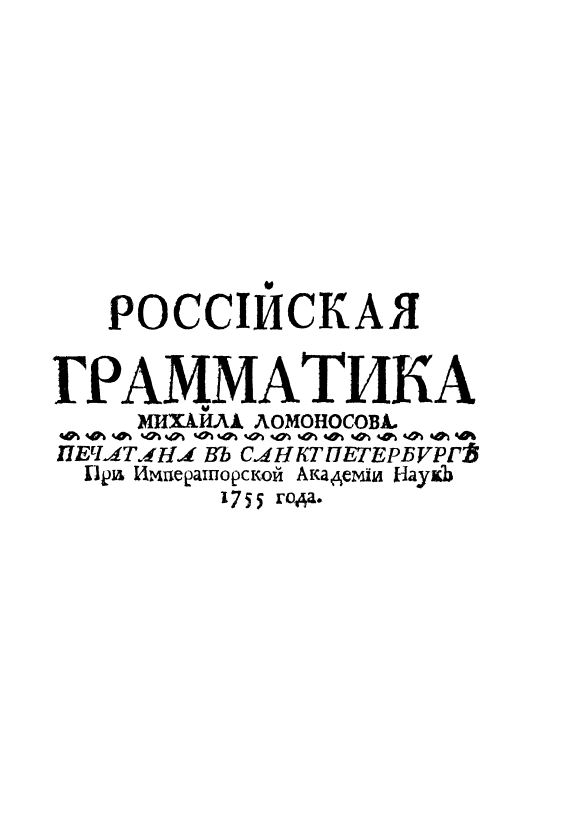
«Російська граматика» 1757 року

Особиста бібліотека Михайла Ломоносова не збереглася після смерті вченого і довгий час її вважали втраченою.
Могла слугувати взірцем для формування уявлень про книгозбірні східноєвропейських учених середини XVIII сторіччя. У XX столітті пошуки книг із бібліотеки Ломоносова та спроби відтворення їх первинного списку стали темою низки історично-бібліографічних досліджень і кількох книг.
Зрештою, в 1970-х роках великий корпус книг з особистої бібліотеки Михайла Ломоносова було знайдено в Бібліотеці Гельсінського університету, 1978 року їх передано Бібліотеці АН СРСР у Ленінграді.

## Формування бібліотеки
У період навчання в Московській слов'яно-греко-латинській академії скрутне матеріальне становище Михайла Ломоносова не давало йому змоги купувати книги. Майбутній учений читав книги з московських монастирів і бібліотек. Відомо, що Ломоносов почав формувати свою особисту бібліотеку під час навчання в Німеччині (Марбурзький університет; 1736—1739), де йому виділяли гроші для придбання книг. Зберігся один із списків книг, які тодішній студент купив у Марбурзі, де згадані праці з фізики, хімії, медицини, філософії, риторики та літератури.
1740 року Ломоносов планував повернутися до Росії, однак біля Дюссельдорфа юнака завербували рекрутом до прусської армії, звідки росіянин утік і 1741 року приплив на батьківщину. Відповідно, в таких умовах не було можливости забрати зі собою книги, придбані під час навчання в університету; частину цих книг допомогла привезти з Німеччини дружина Михайла Ломоносова.
Після призначення ад'юнктом (1742) і професором (1745) Петербурзької академії наук і мистецтв учений уже мав широке коло зацікавлень і отримав фінансові можливості для значного поповнення приватної бібліотеки.
Саме в 1740—1750-х роках сформувався основний фонд бібліотеки Михайла Ломоносова. Кінцем 1750-х і початком 1760-х років датовані перші великі бібліографічні списки, які уклав Ломоносов — 4 списки із загальною кількістю книг і періодичних видань понад 200. Однак, нема достовірних даних, які свідчили б, що це були книги з особистої бібліотеки вченого. Якщо до деяких позицій примітки містять точні описи деталей вмісту, що свідчить про прочитання цих книг, то інші праці згадані лише побіжно.

## Історія книг і дослідження складу бібліотеки
Михайло Ломоносов важко хворів в останні роки й помер навесні 1765 року. Після його смерти дружина та донька почали збирати документи з метою повного опису майна покійного. В архівах зберегтись квитанції на книги та часописи, які придбав і отримав Ломоносов від різних осіб і установ у 1761—1765 роках. Ці списки містять лише кілька десятків назв і не могли бути повноцінною основою для дослідження складу особистої бібліотеки вченого.
Відомо, що значну частину приватної бібліотеки М. Ломоносова придбав граф Григорій Орлов, але невідомо чи це відбулося ще за життя вченого, який мав чимало боргів, чи вже після його смерти. Орлов розмістив книги у т. зв. «будинку Штегельмана», який у 1760-70-роках неодноразово перебудовували. Під час ремонтів частина палацу була житловою, а частина слугувала будівельним майданчиком і складом матеріалів. Саме там і зберігалась бібліотека, якою граф Орлов зовсім не цікавився.
1783 року Григорій Орлов помер, а частину його майна придбала імператриця Катерина II. Картини та книги зі Штегельманового будинку перенесено до Мармурового палацу. Цю резиденцію імператриця подарувала Орлову 1772 року ще в стані будівництва, роботи затягнулися до 1785 року й граф не встиг заселитися до нового палацу. Велика кількість книг (бібліотека князя Орлова, військова бібліотека, бібліотека царевича Олександра Павловича) потребувала впорядкування та догляду, тому управитель Мармурового палацу 1785 року розпочав пошуки бібліотекаря зі знанням російської, французької та німецької мов.
1795 року палац подарували великому князю Костянтину Павловичу з народи одруження, але він жив там недовго. У 1797—1798 роках у Мармуровому палаці жив Станіслав-Август Понятовський зі своїм почтом, натомість Костянтин Павлович переїхав до будинку Шепелєва навпроти Зимового палацу. Дослідники Кулябко і Бешенковський припускають, що син імператора міг тимчасово перевезти бібліотеку зі собою до будинку Шепелєва. Костянтин Павлович 1801 року повернув Мармуровий палац у свою власність. Наступного року до палацу надійшло цінне зібрання бібліофіла Йоганна Корфа, для якої виділили та переобладнали спеціальне приміщення. Бібліотека Орлова розташовувалась на верхньому поверсі, в кімнатах придворної канцелярії. За деякими даними, у палаці планували зробити бібліотеку для читання, проте проєкт не здійснено, можливо через те, що книжки бібліотеки не були описані. На той час бібліотекою керував Федір Шредер, після смерти якого 1824 року виявили значні неточності в каталогах та відсутність кількох сотень цінних книг (існує думка, що бібліотекар міг продати). Збереглися розписки від різних осіб, іноді зовсім сторонніх, яким Шредер давав читати книги.
Наступник керівником бібліотеки призначили Миколая Шміта, який приїхав до Петербурга з Варшави. Шміт узявся за перевірку каталогу зі 117 зошитів на 2321 сторінці, який залишив після себе Шредер. У рамках цієї праці бібліотекар у 1825—1826 роках уклав систематичний каталог бібліотеки Григорія Орлова. Цей список книг, відкритий у 1970-х роках, стане головним матеріалом для реконструкції бібліотеки Михайла Ломоносова.
Князь Костянтин Павлович помер 1831 року, а бібліотеку успадкував позашлюбний син Павло Костянтинович, який тоді був ще підлітком. За дорученням Миколи I бібліотеку оглянув імператорський бібліотекар Карл Седжер, який повідомив, що в бібліотеці чимало дорогих творів, але більшість книг стара і невисокої якості, тому рекомендує віддати зібрання якомусь університету, Дерптського чи Абовського (бібліотека академії в Або згоріла в пожежі 1827 року й оголошено всеросійську кампанію для відновлення її книжкового фонду). Павло Александров дослухався до поради й пожертвував основну частину бібліотеки перенесеному з Або до Гельсінгфорсу Олександрівському університету, а юридичну літературу — Дерптському університету.
Про історію цієї колекції, її розмір і якісну характеристику дослідники дізналися тільки після Другої світової війни. До того в бібліотеках чи архівах траплялися поодинокі книги й документи з особистої бібліотеки Ломоносова, але їхнє походження було важко визначити. Історик-бібліотфіл Сергій Мухін 1927 року виступив із доповіддю "Історія однієї бібліотеки", де дослідив історію бібліотеки князя Костянтина Павловича, однак Мухін навіть не здогадувався, що значний пласт цих книг належав Ломоносову. Історик Микола Сидоров 1930 року написав статтю про історію Усть-Рудицької фабрики, де висунув гіпотезу, що оскільки після Григорія Орлова доля документів Ломоносова невідома, то архів і бібліотека вченого могли перейти у володіння нащадків Орлова, а пізніше потрапити до Державного архіву Російської імперії.
Зараз учені вважають, що розпорошені по колишній Російській імперії книжки з колекції вченого походять із двох місць — будинку в Петербурзі, а також села Усть-Рудиця, яке Ломоносову порадувала Катерина II для будівництва фабрики з виготовлення кольорового скла та смальти. В Усть-Рудиці вчений часто надовго затримувався і також мав власний кабінет і бібліотеку, значно меншу, ніж у столиці.
Пошуки слідів літературного спадку Ломоносова активізувалися в 1940-х роках. З ініціятиви президента АН СРСР Сергія Вавилова в Ленінграді 1947 року створено Музей Ломоносова, а до пошуку рукописів ученого залучено джерелознавця та дослідника архівів XVIII ст. Олександра Андрєєва. На початку 1950-х років пошуки слідів рукописів Ломоносова привели історика до бібліотеки Гельсінгфорського університету. Олександр Андрєєв чітко простежив хронологію рукописів і бібліотеки Ломоносова від Григорія Орлова до подарунку університету у Фінляндії. У той же час архівіст Дмитро Шамрай, на основі опосередкованих фактів і натяків у цитатах, наполягав на тому, що архів Ломоносова заарештували й він, розділений, зберігався в приватних осіб у Петербурзі.
1961 року Герман Коровін видав книгу «Бібліотека Ломоносова», що мала на меті відтворити бібліографію, якою користувався Михайло Ломоносов. Автор нарахував 670 назв книг і періодичних видань, на які посилається і які цитує Ломоносов і ця кількість значно переважала цифри, обґрунтовані в бібліографічних дослідженнях попередніх років. Коровін уперше використав деякі архівні документи, які точно підтверджували видані книги з академічної книги, а також список джерел із помітками Ломоносова, що свідчили про ознайомлення з цими працями de visu.
На початку 1970-х років Олена Кулябко та Євген Бешенковський визначили, що бібліотека Ломоносова була частиною бібліотеки Орлова, яку 1832 року подарували Гельсінгфорському університету. Оскільки вони не мали змоги виїхати закордон, то в дослідженнях допомогла архівістка Юлія Тимохіна, яка мешкала у Гельсінкі. Історики виявили каталог бібліотеки Орлова, що налічував 1441 позицію, також визначено 55 книг, які належали Ломоносову (до 1970-х таких книг було відомо лише три). На основі знахідок та після аналізу каталогу колекції Г. Орлова (відсіяно книги видані після 1765 та ті, які явно не належали Ломоносову) видано книгу «Доля бібліотеки та архіву Ломоносова» (1975).
Місце знаходження основної частини книг

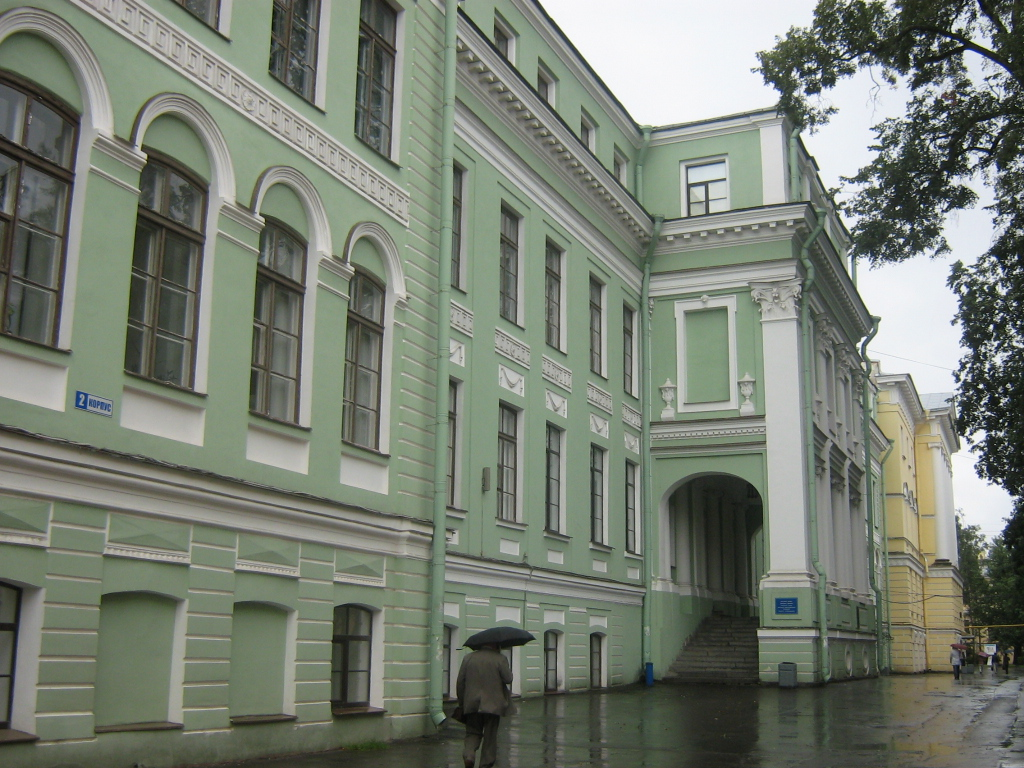
Палац Штегельмана (? — 1795)
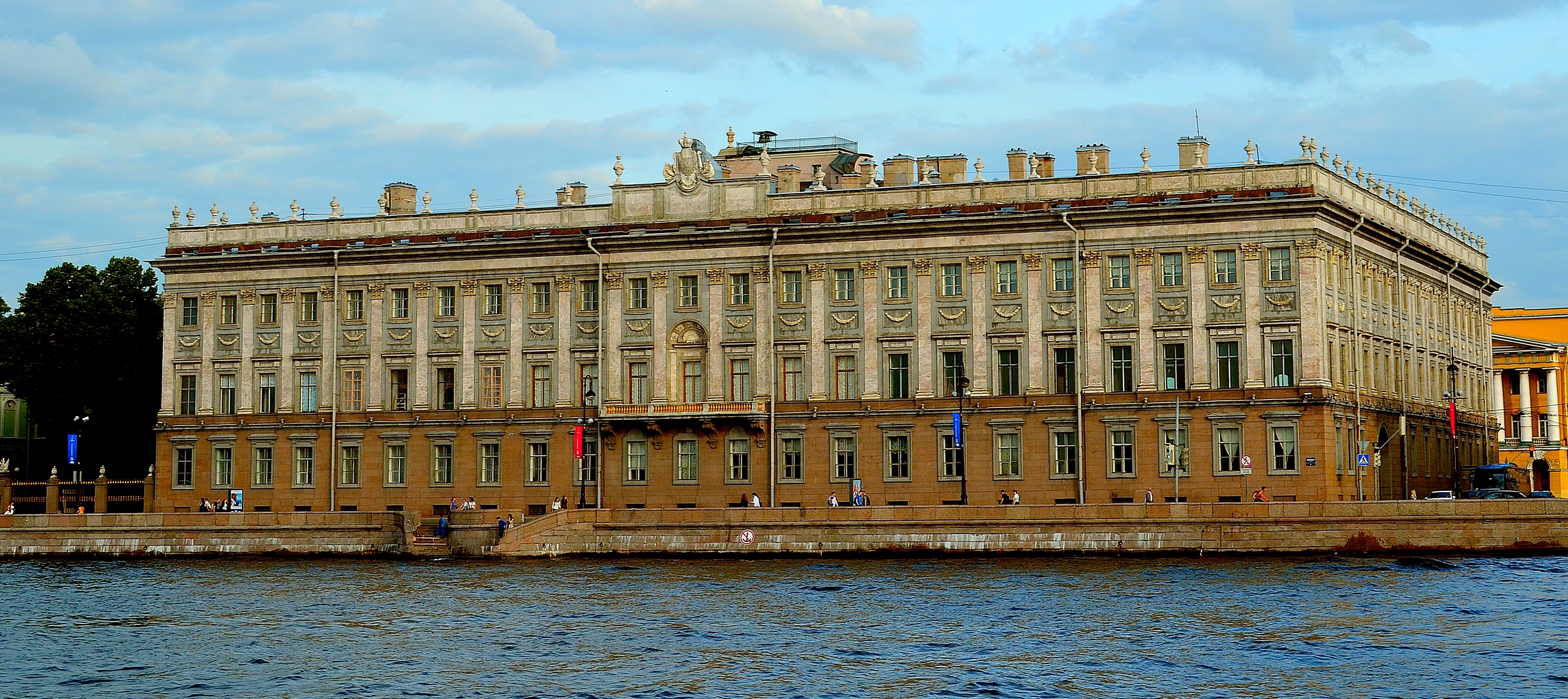
Мармуровий палац (1795 — 1832)
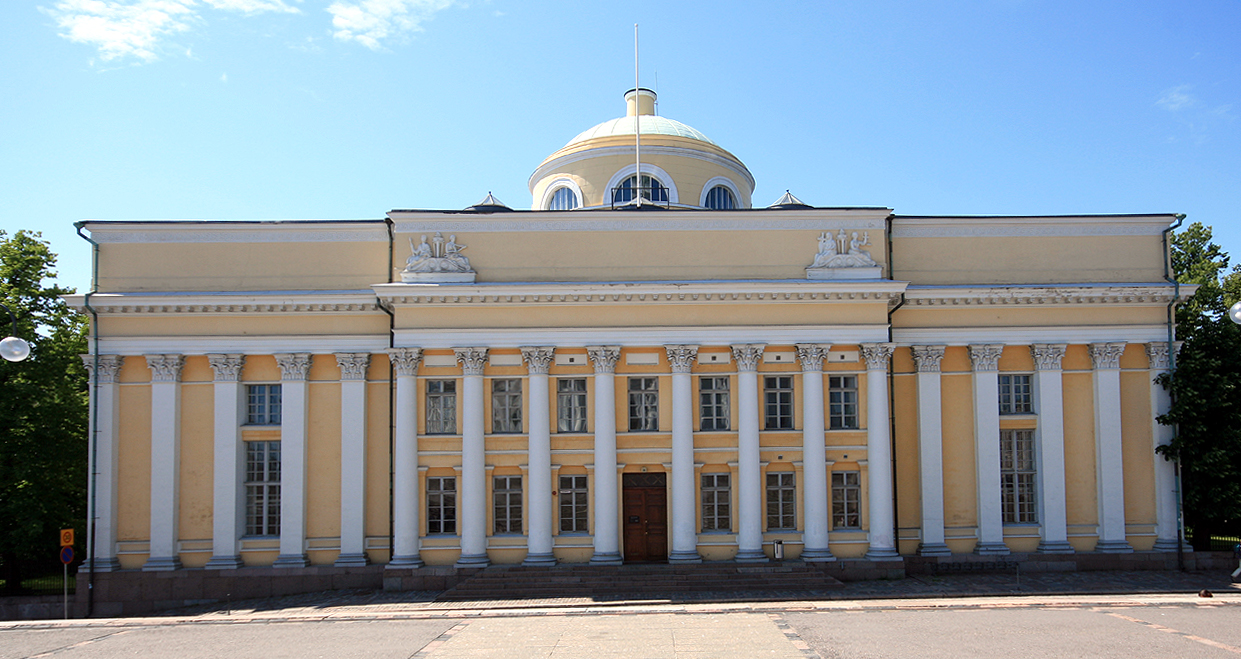
Бібліотека Гельсінського університету і Національна бібліотека  (1832 — 1978)